# Clyde Rimple
Clyde R. Rimple (* 16. Juni 1937 in Marabella, heute Teil von San Fernando) ist ein ehemaliger trinidadischer Radsportler.
Rimple nahm bei den Olympischen Sommerspielen 1960 für die Mannschaft der Westindischen Föderation teil. Er startete im Straßenrennen, sowie in den Bahnradsport-Wettbewerben Sprint und 1000 Meter Zeitfahren. Später nahm er noch an Commonwealth Games teil und zog nach Reading in England.